# Wilhelm Reichert (Maler)
Wilhelm Reichert (* 19. September 1926 in Niedermehlingen; † 25. Dezember 1982 in Feldkirchen, Österreich) war ein deutscher Maler und Kunstlehrer, der aus der Farbenlehre Goethes eine organische Formenlehre entwickelte.

## Leben
Reichert wuchs als drittes von vier Kindern auf. Seine Eltern arbeiteten als Landarbeiter auf einem Gutshof. Nach Abschluss der Volksschule erhielt er auf Betreiben seines Lehrers einen Studienplatz an der Meisterschule für Handwerker. Er meldete sich als Freiwilliger für den Wehrdienst und kam als 18-Jähriger für vier Jahre in englische Kriegsgefangenschaft. Nach der Rückkehr aus der Kriegsgefangenschaft schloss er sein Studium an der Meisterschule ab. Anschließend gründete er einen Betrieb für Kunsthandwerk. Als er im Alter von 35 Jahren durch seinen ehemaligen Volksschullehrer Julius Wagner die Anthroposophie Rudolf Steiners und Goethes Farbenlehre kennen lernte, gab er sein Unternehmen auf, um am Stuttgarter Seminar für Waldorfpädagogik zu studieren. 1962 übersiedelte er nach Wuppertal und arbeitete dort bis 1980 als Kunst- und Werklehrer an der Rudolf-Steiner-Schule.
Ab 1981 war er Dozent an der Alanus Kunsthochschule in Alfter, für Anfang 1983 plante er die Eröffnung der „Goetheanistischen Studienstätte“, die kurz nach seinem Tod von seinen Schülern in Wien realisiert wurde.

## Werk
Reichert beschrieb die an der Farbe empfundenen Dynamiken „saugend“ (sympathisch – blau/violett), „drückend“ (antipathisch – rot/gelb), deren Ausgleich (grün) und Steigerung (purpur) und setzte sie ins Zeichnerische und Plastische um.
Durch Variation dieser Dynamiken gestaltete er Metamorphosen, in denen er Strömungsprozesse, das Pflanzenwachstum, die menschliche und tierische Gestaltbildung, Jahreszeitendynamiken und die rituelle und Gebrauchskunst vergangener Zeiten nachbildete. Es entstanden Reliefs und Plastiken, meist aus Holz oder Ton, sowie Skizzen und Gemälde.
Reichert schrieb auch Gedichte.